# Ausejo de la Sierra
Ausejo de la Sierra è un comune spagnolo di 90 abitanti situato nella comunità autonoma di Castiglia e León.

## Località
Il comune comprende le seguenti località:
- Ausejo de la Sierra (capoluogo)
- Cuéllar de la Sierra
- Fuentelfresno